# Orthosia eichleri
Orthosia eichleri är en oleanderväxtart som beskrevs av Fourn.. Orthosia eichleri ingår i släktet Orthosia och familjen oleanderväxter. Inga underarter finns listade i Catalogue of Life.